# Хантер, Харольд Аткинс
Ха́рольд А́ткинс Ха́нтер (англ. Harold Atkins Hunter; 2 апреля 1974 — 17 февраля 2006) — американский профессиональный скейтбордист и актёр. Свою дебютную роль сыграл в фильме Ларри Кларка «Детки» в 1995 году.

## Смерть
Харольд Хантер умер от передозировки кокаина, которая вызвала сердечный приступ, в своей квартире в Нижнем Ист-Сайде.

## Фильмография
- 1995 — Детки — «Харольд»
- 1996 — Игра на поле разума — «Студент #3»
- 2001 — Колледж — «Харольд»
- 2005—2008 — Майамские чернила — играет самого себя
- 2007 — На дороге с Иудой — «Заключенный»